# Луций Манлий Капитолин
Луций Манлий Капитолин (лат. Lucius Manlius Capitolinus; V век до н. э.) — римский политический деятель из патрицианского рода Манлиев, военный трибун с консульской властью 422 года до н. э.
Коллегами Луция Манлия по должности были Луций Папирий Мугиллан и Квинт Антоний Меренда.